# هلن برولینی
هلن برولینی (انگلیسی: Helen Barolini؛ زادهٔ november ۱۸, ۱۹۲۵ (۹۹ سال)) نویسنده، رمان‌نویس، و مقاله‌نویس اهل ایالات متحده آمریکا است.
وی همچنین برندهٔ جوایزی همچون جایزه کتاب آمریکا شده‌است.